# Большой Сейим (месторождение)
Большой Сейим — месторождение полиметаллических руд (железо, титан, ванадий, скандий), расположенное в России (Тындинский район Амурской Области). Входит в состав т. н. Куранахского рудного узла (вместе с Чинейским и Куранахским ильменит-титаномагнетитовым месторождением). Имеет относительно благоприятное географическое положение — в 15 км проходит БАМ, с которой месторождение связано автодорогой (протяжённостью 17 км). Эксплуатация месторождения не начата (проведена только геологоразведка и оценка залежей руды), требуется дальнейшее геологоразведочное изучение и крупнообъёмные технологические и металлургические испытания руд месторождения.
Учтённые запасы месторождения оценивается примерно в 293 млн тонн титансодержащих руд, образованных такими минералами как ильменит и титаномагнетит. Среднее содержание титана в рудах месторождения (в пересчёте на TiO2) — 11 %.
Лицензией на разведку и освоение месторождения владеет ООО «Уралмайнинг», проводящее на нём геологоразведочные работы. Планируемое освоение месторождения входит в Национальную программу социально-экономического развития Дальнего Востока на период до 2024 года и на перспективу до 2035 года.